# Liselott Reger
Liselott Reger (geboren als Isabel Charlota Regensburger 5. Juni 1899 in Arias (Córdoba), 
Provinz Córdoba; gestorben 25. Oktober 1972 bei Wunsiedel) war eine argentinisch-deutsche Schauspielerin und Theatermacherin.  

## Leben
Isabel Charlota Regensburger war eines von zwölf Kindern eines deutsch-argentinischen Großgrundbesitzers, Bankdirektors und Generalkonsuls. Ihr Vater beging nach dem Ersten Weltkrieg Suizid. Regensburger war in erster Ehe mit Donath verheiratet, sie hatten einen Sohn. Sie machte ab 1919 in Deutschland eine Schauspielausbildung in Freiburg im Breisgau, Baden-Baden und Hannover und hatte erste Theaterengagements in Mainz, Neiße, Rostock und Braunschweig. Ab 1928 war sie am Stadttheater Teplitz engagiert. Reger lernte 1936 den vor den Nationalsozialisten geflohenen Schauspieler Paul Walter Jacob kennen. Nach der deutschen Annexion des Sudetenlandes 1938 flohen beide nach Argentinien und heirateten. Die Ehe wurde 1946 geschieden. Mit Jacob gründete sie 1940 in Buenos Aires das deutschsprachige Exiltheater Freie Deutsche Bühne, kümmerte sich um den Theaterbetrieb, übernahm Schauspielrollen und führte Regie. Von 1944 bis 1949 arbeitete sie bei Hermann Paul Gebhardt in dessen deutschsprachigem Rundfunksender La Voz del Día in Montevideo. 
Reger kehrte 1949 nach Deutschland zurück und arbeitete für das Theater und den Rundfunk in Frankfurt am Main und in Baden-Baden. Sie übersetzte unter anderem Jorge Luis Borges aus dem Spanischen. Sie starb bei einem Autounfall auf dem Weg zu einem Gastspiel in der Tschechoslowakei. 

## Schriften (Auswahl)
- (Hrsg.): 10 Jahre La Voz del Día. Montevideo : CX 46 Radio América, 1948

Übersetzungen
- Rafael Alberti: Blühender Klee. Tragikomödie in 3 Akten. Übersetzung Liselott Reger. Zürich : Hans Rudolf Stauffacher [nach 1955]
- Eduardo Mallea: Alles Gras verdorrt : Roman. Übersetzung Liselott Reger. München :  Nymphenburger Verlagshandlung, 1964
- Eduardo Mallea: Beredsame Liebhaber : Erzählungen. Übersetzung Liselott Reger. München :  Nymphenburger Verlagshandlung, 1966
- Jorge Luis Borges, Adolfo Bioy Casares: Sechs Aufgaben für Don Isidro Parodi : Kriminalgeschichten. Übersetzung Liselott Reger. Frankfurt am Main : Fischer, 1972